# Landkreis Oberspreewald-Lausitz
Der Landkreis Oberspreewald-Lausitz (niedersorbisch wokrejs Górne Błota-Łužyca) ist ein Landkreis im Süden des Landes Brandenburg. Sitz der Kreisverwaltung ist die Stadt Senftenberg. Der Landkreis Oberspreewald-Lausitz ist der flächenkleinste Landkreis in Brandenburg.

## Geografie

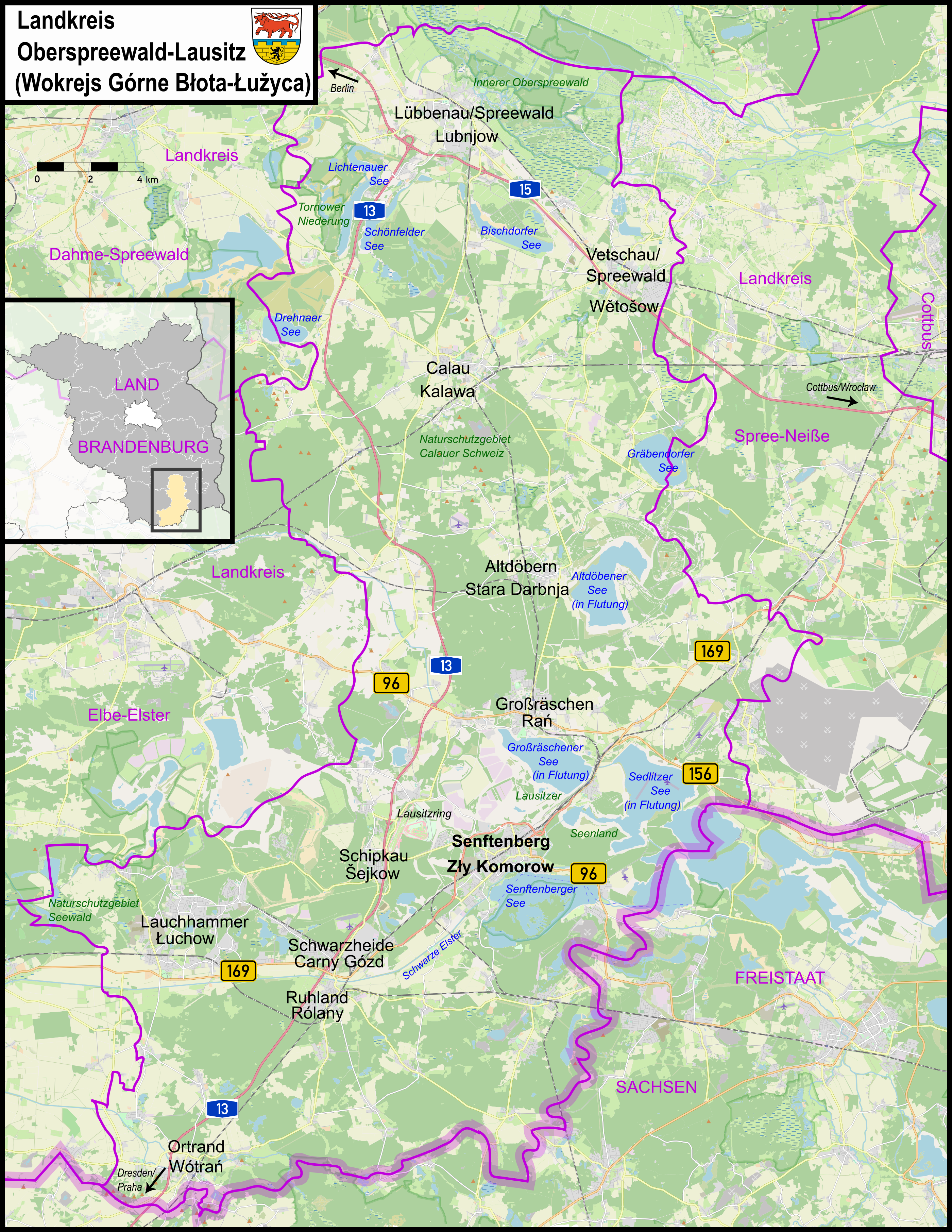
Übersichtskarte des Landkreises Oberspreewald-Lausitz

Der Landkreis Oberspreewald-Lausitz liegt im Süden des Landes Brandenburg auf 51 Grad nördlicher Breite und 14 Grad östlicher Länge. Der niedrigste Punkt liegt im Spreewald nordöstlich von Ragow bei 49 m ü. NHN, der höchste Berg im Kreis ist der Kutschenberg mit 201 m ü. NHN. Er ist nach der Heidehöhe im Landkreis Elbe-Elster die zweithöchste Erhebung des Landes Brandenburg. Der Landkreis stellt einen Querschnitt durch die Lausitz dar: im Süden die Oberlausitz und das beginnende Lausitzer Bergland, dann in der Mitte die Niederlausitz mit dem Flussbett der Schwarzen Elster und dem Lausitzer Grenzwall und im Norden der Obere Spreewald.
Der Landkreis Oberspreewald-Lausitz grenzt im Norden an den Landkreis Dahme-Spreewald, im Osten an den Landkreis Spree-Neiße, im Südosten an den Landkreis Bautzen, im Südwesten an den Landkreis Meißen und im Westen an den Landkreis Elbe-Elster. Südlich von Ortrand befindet sich der südlichste Punkt Brandenburgs.

## Gemeinden
Nach Abschluss der Gemeindegebietsreform 2003 umfasst der Landkreis noch 25 Gemeinden, darunter neun Städte. Nach der amtlichen Feststellung 2016 sind sechs Gemeinden offiziell zweisprachig (deutsch, niedersorbisch).
→ Siehe auch Liste der Orte im Landkreis Oberspreewald-Lausitz und Sorbisches Siedlungsgebiet
(Einwohner am 31. Dezember 2024)
| Amtsfreie Städte 1. Calau – Kalawa (7626) 2. Großräschen (8355) 3. Lauchhammer (14.042) 4. Lübbenau/Spreewald – Lubnjow/Błota (15.778) 5. Schwarzheide (5765) 6. Senftenberg – Zły Komorow (23.466) 7. Vetschau/Spreewald – Wětošow/Błota (7635) Weitere amtsfreie Gemeinde 1. Schipkau (6726) | Ämter und zugehörige Gemeinden 1. Altdöbern (5334) 1. Altdöbern (2325) 2. Bronkow (527) 3. Luckaitztal (746) 4. Neupetershain – Nowe Wiki (1190) 5. Neu-Seeland – Nowa Jazorina (546) 2. Ortrand (5922) 1. Frauendorf (705) 2. Großkmehlen (1021) 3. Kroppen (706) 4. Lindenau (744) 5. Ortrand, Stadt (1996) 6. Tettau (750) 3. Ruhland (7144) 1. Grünewald (532) 2. Guteborn (528) 3. Hermsdorf (733) 4. Hohenbocka (969) 5. Ruhland, Stadt (3728) 6. Schwarzbach (654) |  |

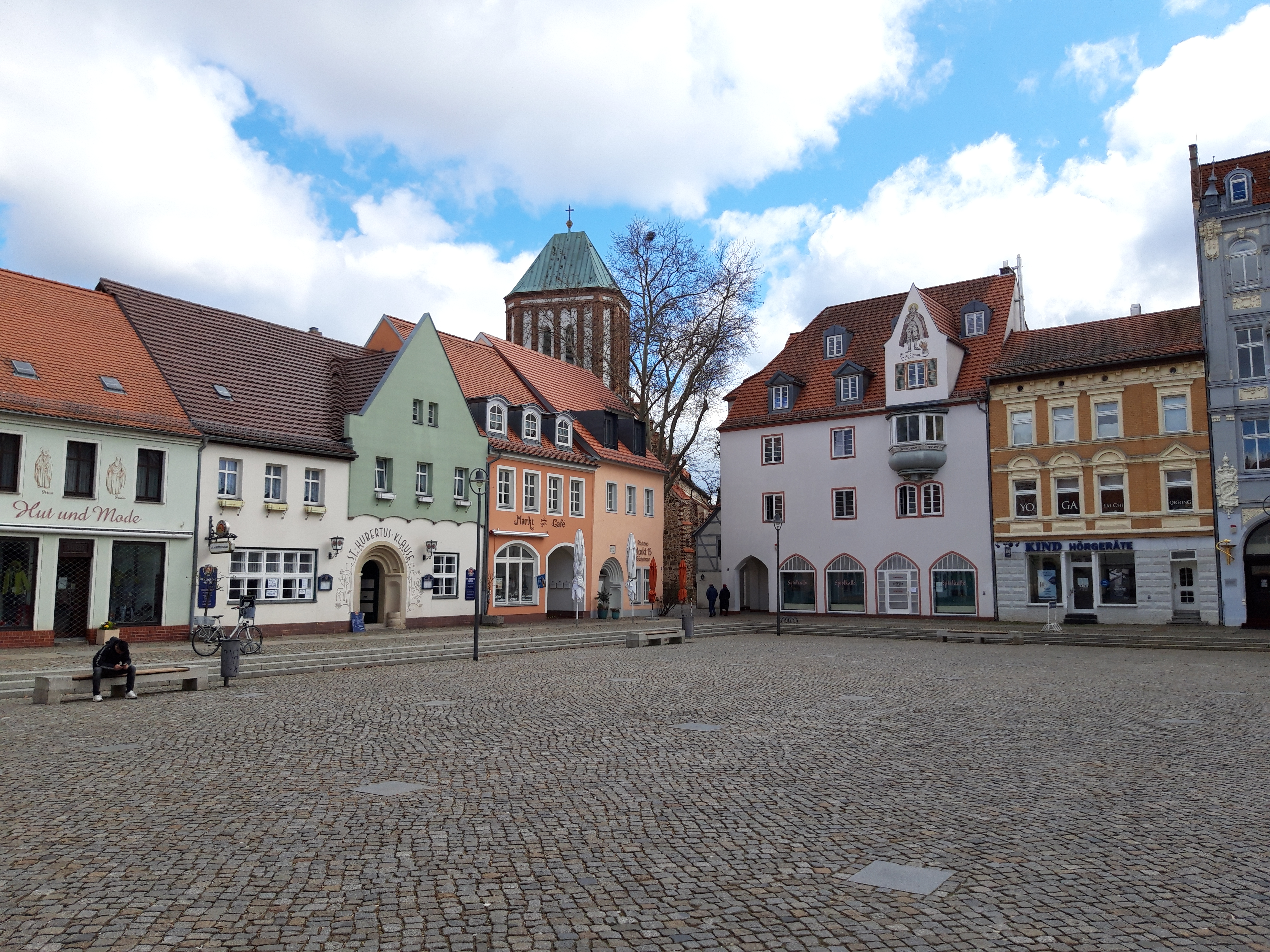
Senftenberg
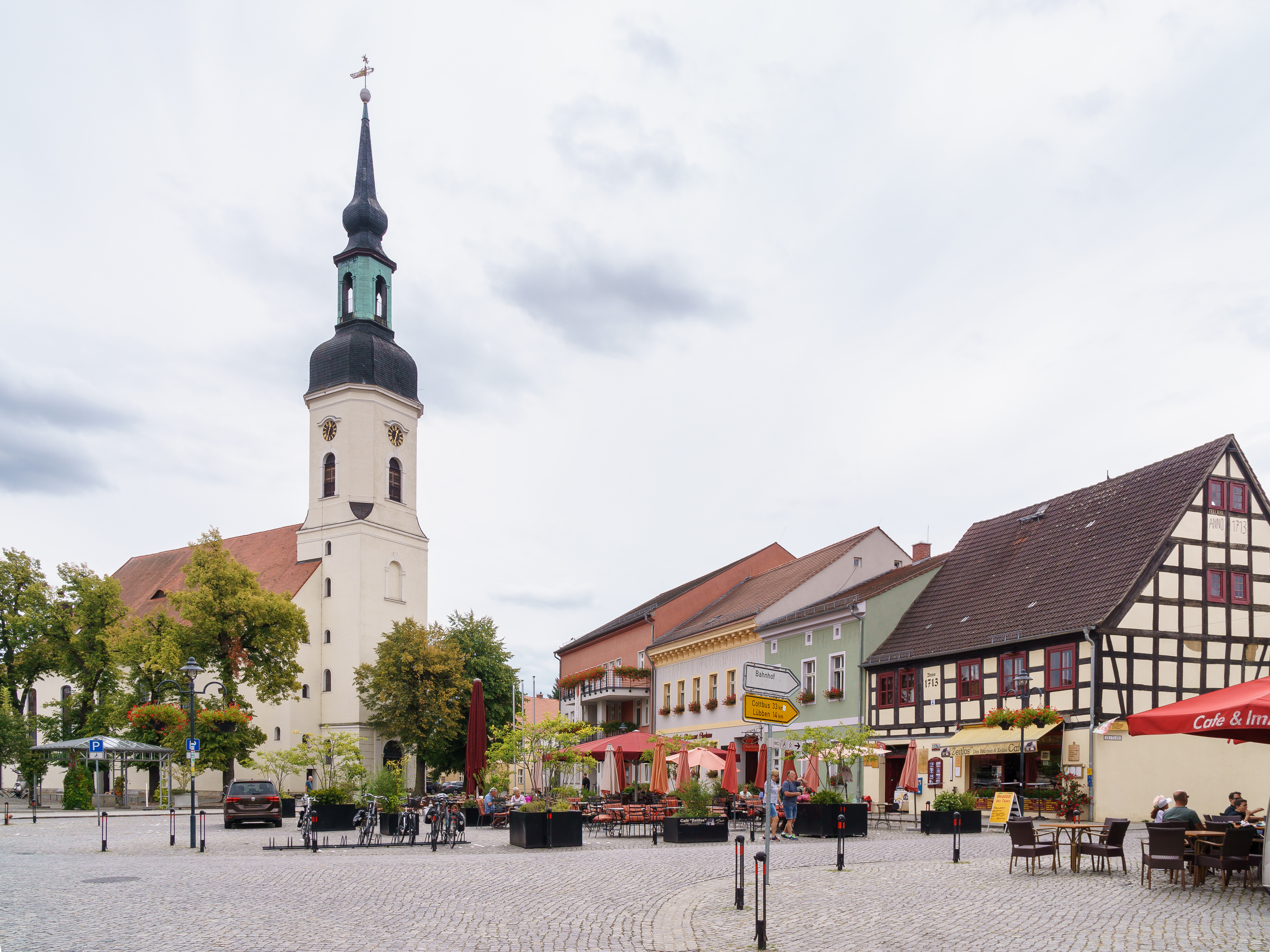
Lübbenau
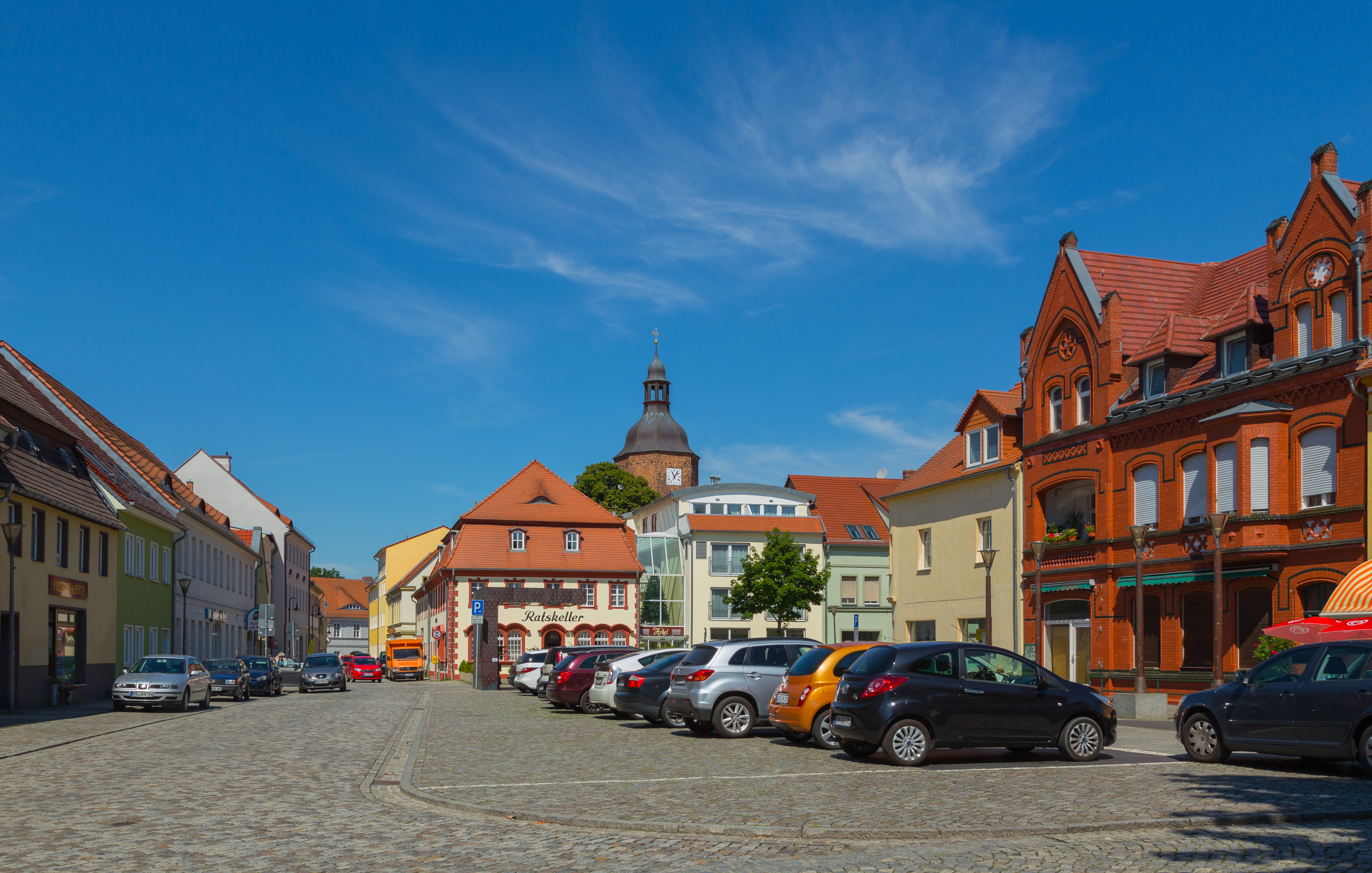
Vetschau
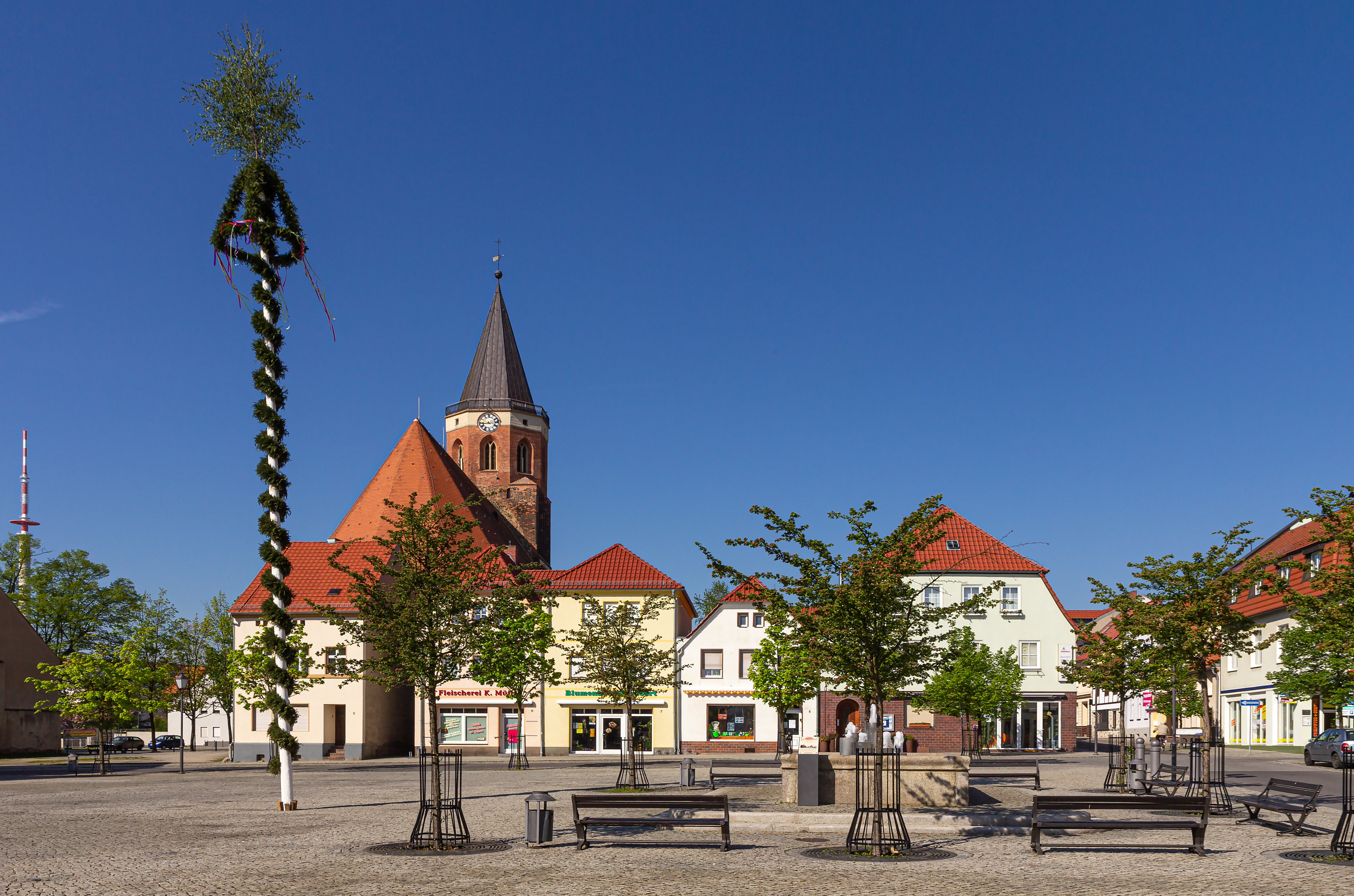
Calau
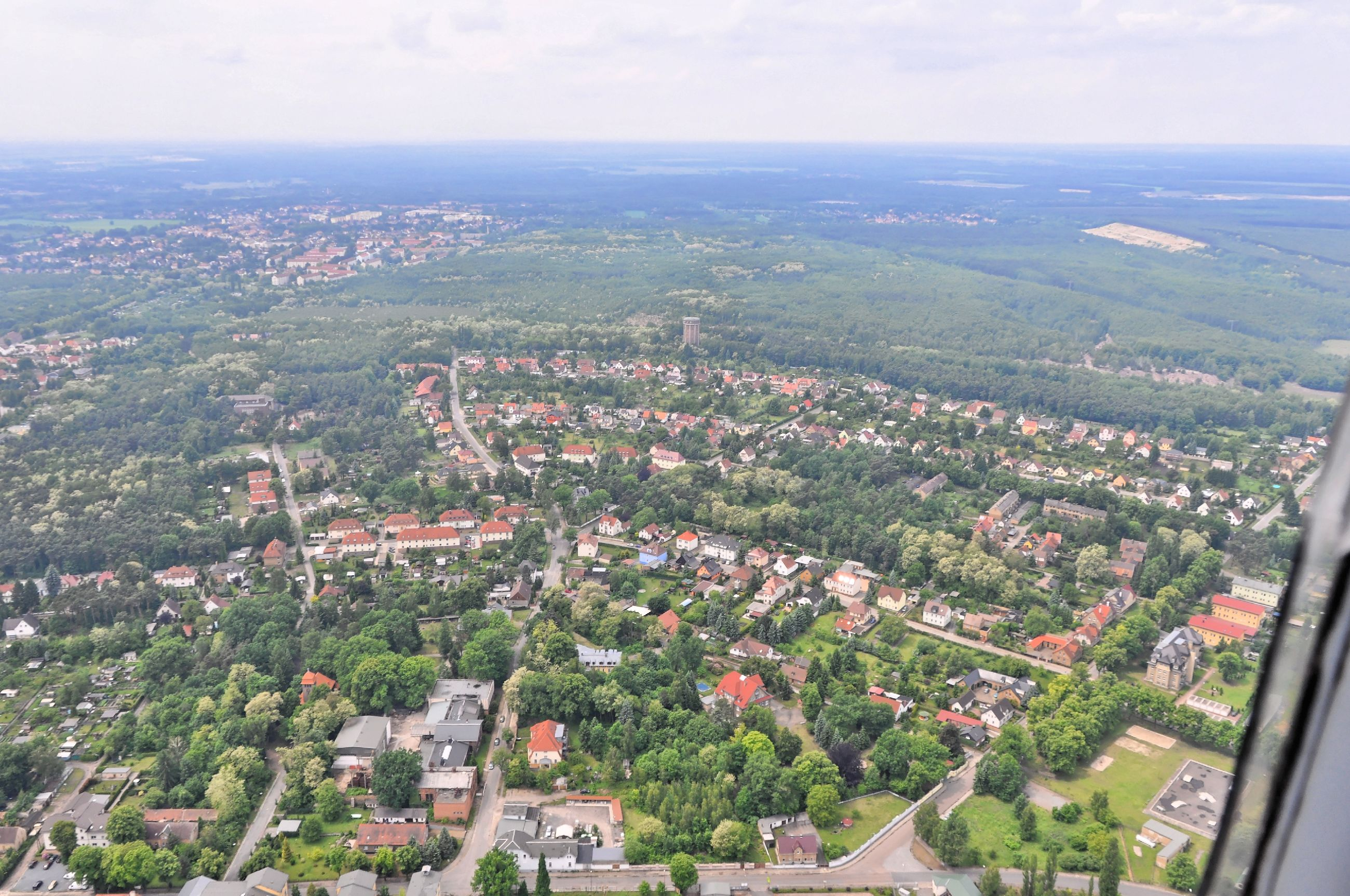
Lauchhammer
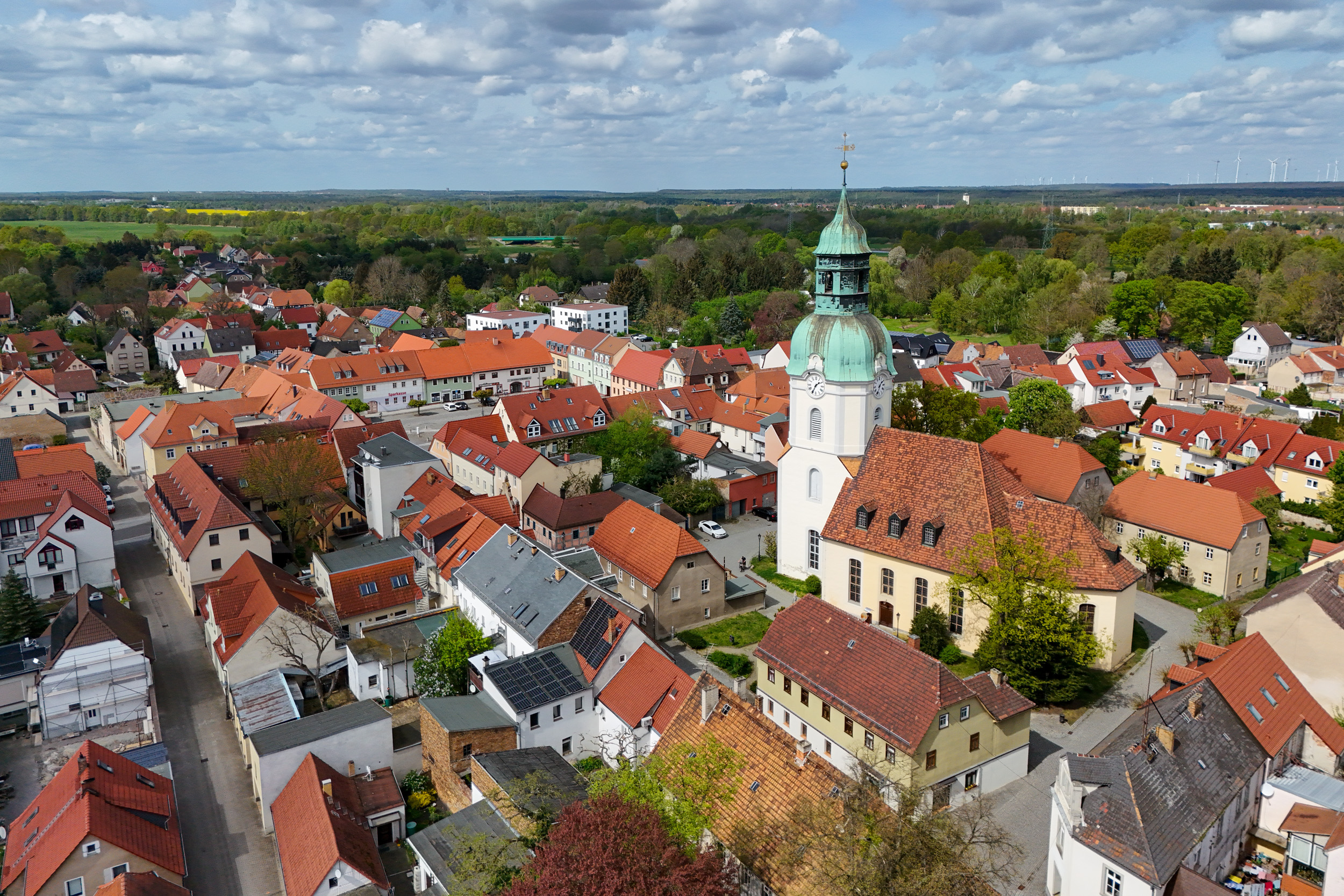
Ruhland

## Geschichte
Bis 1945 existierten auf dem Boden des Landkreises Oberspreewald-Lausitz die preußischen Landkreise Hoyerswerda, Calau und Liebenwerda; aus Teilen dieser entstand 1952 der Kreis Senftenberg im Bezirk Cottbus. Im Jahr 1990 gab es eine knappe Mehrheit im damaligen Kreis Senftenberg für die Zugehörigkeit zu Sachsen, der Kreistag entschied sich gegen eine Angliederung an Sachsen. Der Landkreis Oberspreewald-Lausitz entstand 1993 im Rahmen der brandenburgischen Kreisreform durch Zusammenlegung der Landkreise Calau und Senftenberg und kleinerer Teile des Landkreises Bad Liebenwerda.
Im Rahmen der für 2019 geplanten Verwaltungsstrukturreform in Brandenburg sollte der Landkreis Oberspreewald-Lausitz mit den Landkreisen Elbe-Elster und Spree-Neiße sowie der kreisfreien Stadt Cottbus nach einem ersten Vorschlag vom 6. Oktober 2016 in einem neuen Landkreis Niederlausitz vereinigt werden. Im Juli 2017 legte die Landesregierung von Brandenburg einen Gesetzentwurf vor, der die Fusion des Landkreises Oberspreewald-Lausitz mit dem Landkreis Elbe-Elster zu einem neuen Landkreis Elsterland-Oberspreewald vorsah. Nach heftigen Protesten auf kommunaler Ebene wurden die Pläne im November 2017 wieder verworfen.

## Bevölkerungsentwicklung
| Jahr | Einwohner |
| ---- | --------- |
| 1993 | 159.828   |
| 1995 | 156.758   |
| 2000 | 145.110   |
| 2005 | 132.032   |
| 2010 | 121.679   |
| 2015 | 112.450   |

| Jahr | Einwohner |
| ---- | --------- |
| 2020 | 108.396   |
| 2021 | 107.558   |
| 2022 | 109.091   |
| 2023 | 108.434   |
| 2024 | 107.793   |

Gebietsstand und Einwohnerzahl am 31. Dezember des jeweiligen Jahres, von 2011 bis 2021 auf Basis des Zensus 2011, ab 2022 auf Basis des Zensus 2022

## Politik

### Kreistag
- Linke: 4
- WVG: 1
- Tierschutz: 1
- SPD: 9
- Grüne: 2
- Bauern: 3
- BVB/FW: 2
- FDP: 1
- CDU: 9
- SFB: 1
- AfD: 16
- Die Heimat: 1

Die 50 Sitze im Kreistag verteilen sich seit der Kommunalwahl am 9. Juni 2024 wie folgt auf die einzelnen Parteien und Gruppierungen:
| Partei / Wählergruppe                                     | Stimmen 2024 | Sitze 2024 |        | Stimmen 2019 | Sitze 2019 | Stimmen 2014 | Sitze 2014 | Stimmen 2008 | Sitze 2008 | Stimmen 2003 | Sitze 2003 | Stimmen 1998 | Sitze 1998 |
| AfD                                                       | 31,9 %       | 16         | 19,6 % | 10           | –          | –            | –          | –            | –          | –            | –          | –            |            |
| CDU                                                       | 17,6 %       | 9          | 19,5 % | 10           | 28,2 %     | 14           | 23,1 %     | 11           | 32,4 %     | 16           | 27,3 %     | 15           |            |
| SPD                                                       | 17,1 %       | 9          | 21,5 % | 11           | 29,3 %     | 15           | 28,8 %     | 14           | 25,8 %     | 13           | 40,4 %     | 23           |            |
| Die Linke (bis 2007 PDS)                                  | 07,5 %       | 4          | 12,8 % | 6            | 18,0 %     | 9            | 22,2 %     | 11           | 19,1 %     | 10           | 18,7 %     | 10           |            |
| Freie Wählergruppe Bauern – Landwirtschaft, Umwelt, Natur | 06,0 %       | 3          | 06,5 % | 3            | 05,9 %     | 3            | 04,4 %     | 2            | 04,2 %     | 2            | 01,8 %     | 1            |            |
| BVB/Freie Wähler                                          | 05,0 %       | 2          | 03,7 % | 2            | 02,4 %     | 1            | –          | –            | –          | –            | –          | –            |            |
| Bündnis 90/Die Grünen                                     | 03,0 %       | 2          | 05,8 % | 3            | 04,0 %     | 2            | 03,5 %     | 2            | 04,3 %     | 2            | 04,7 %     | 2            |            |
| FDP                                                       | 02,7 %       | 1          | 03,6 % | 2            | 02,1 %     | 1            | 04,2 %     | 2            | 04,0 %     | 2            | 03,4 %     | 2            |            |
| Tierschutzpartei                                          | 02,5 %       | 1          | –      | –            | –          | –            | –          | –            | –          | –            | –          | –            |            |
| Die Heimat (bis 2023 NPD)                                 | 01,7 %       | 1          | 01,5 % | 1            | 04,3 %     | 2            | –          | –            | –          | –            | –          | –            |            |
| Stimme Freier Bürger                                      | 01,5 %       | 1          | 02,1 % | 1            | 01,5 %     | 1            | 02,0 %     | 1            | 02,1 %     | 1            | –          | –            |            |
| Wählergruppe Für Vernunft und Gerechtigkeit               | 01,3 %       | 1          | –      | –            | –          | –            | –          | –            | –          | –            | –          | –            |            |
| Aktionsgruppe gegen soziales Unrecht Senftenberg          | 01,0 %       | –          | 01,4 % | 1            | 01,8 %     | 1            | 01,7 %     | 1            | –          | –            | –          | –            |            |
| Wählergruppe Senftenberg kann mehr!                       | 00,7 %       | –          | –      | –            | –          | –            | –          | –            | –          | –            | –          | –            |            |
| Einzelbewerber Toni Dabow                                 | 00,3 %       | –          | –      | –            | –          | –            | –          | –            | –          | –            | –          | –            |            |
| Einzelbewerber Uwe Kminikowski                            | 00,3 %       | –          | –      | –            | –          | –            | –          | –            | –          | –            | –          | –            |            |
| Freie Wählergruppe Schwarzheide                           | –            | –          | 01,1 % | 1            | 01,1 %     | 1            | 01,3 %     | 1            | –          | –            | –          | –            |            |
| DSU                                                       | –            | –          | –      | –            | 00,9 %     | –            | 01,6 %     | 1            | 03,0 %     | 2            | 03,4 %     | 2            |            |
| Einzelbewerber Frank Hurraß                               | –            | –          | –      | –            | 00,5 %     | –            | –          | –            | –          | –            | –          | –            |            |
| DVU                                                       | –            | –          | –      | –            | –          | –            | 04,4 %     | 2            | 04,3 %     | 2            | –          | –            |            |
| Altdöbern-Freie Wählervereinigung                         | –            | –          | –      | –            | –          | –            | 01,4 %     | 1            | –          | –            | –          | –            |            |
| Unabhängige Wählergruppe Senftenberg                      | –            | –          | –      | –            | –          | –            | 01,3 %     | 1            | –          | –            | –          | –            |            |
| Wählergruppe Lauchhammer Pur                              | –            | –          | –      | –            | –          | –            | –          | –            | 00,8 %     | –            | –          | –            |            |
| Einzelbewerber Redlich                                    | –            | –          | –      | –            | –          | –            | –          | –            | –          | –            | 00,1 %     | –            |            |
| Einzelbewerber Nowka                                      | –            | –          | –      | –            | –          | –            | –          | –            | –          | –            | 00,1 %     | –            |            |
| Wahlbeteiligung                                           | 64,4 %       | 64,4 %     | 56,4 % | 56,4 %       | 46,1 %     | 46,1 %       | 48,8 %     | 48,8 %       | 42,7 %     | 42,7 %       | 76,6 %     | 76,6 %       |            |

Vorsitzende des Kreistages ist Martina Gregor-Ness (SPD), ihre Stellvertreter sind Roswitha Schier (CDU) und Jens Kullick (Freie Wählergruppe Bauern).

### Landrat
- 1994–2006: Holger Bartsch (SPD)
- 2006–2009: Georg Dürrschmidt (CDU), im Juli abgewählt
- seit 2010: Siegurd Heinze (parteilos, für CDU)

Heinze ist der erste direkt gewählte Landrat des Landkreises. Als parteiloser Kandidat der CDU erreichte in der Landratsstichwahl am 24. Januar 2010 66,4 % der gültigen Stimmen.
In der Landratswahl am 22. April 2018 wurde Heinze mit 56,3 % der gültigen Stimmen für weitere acht Jahre in seinem Amt bestätigt.
Der Sitz des Landrates ist im Bergbauhaus in Senftenberg.

### Wappen und Flagge

Flagge des Landkreises Oberspreewald-Lausitz

Das Wappen wurde am 25. November 1994 genehmigt.
Blasonierung: „Geteilt von Silber und Blau, oben ein unbewehrter schreitender roter Stier mit über den Rücken geschlagenem Schweif, unten eine dreigezinnte goldene Mauer, belegt mit einem goldenen Schild, darin ein aufrechter schwarzer Löwe.“
Die Wappen der Ämter, Städte und Gemeinden des Landkreises findet man in der Liste der Wappen im Landkreis Oberspreewald-Lausitz.
Die Flagge ist Weiß – Rot – Weiß (1:3:1) gestreift und auf dem Mittelstreifen mit dem Kreiswappen belegt.

## Wirtschaft und Infrastruktur

### Wirtschaft
Im Zukunftsatlas 2019 belegte der Landkreis Oberspreewald-Lausitz Platz 358 von 401 Landkreisen und kreisfreien Städten in Deutschland und zählt damit zu den Regionen mit „hohen Zukunftsrisiken“.
Der Wirtschaftsstandort „Westlausitz“ mit den Städten Großräschen, Lauchhammer, Schwarzheide und Senftenberg ist einer von 15 Regionalen Wachstumskernen im Land Brandenburg. Dadurch werden ausgewählte zukunftsorientierte Branchen gefördert.

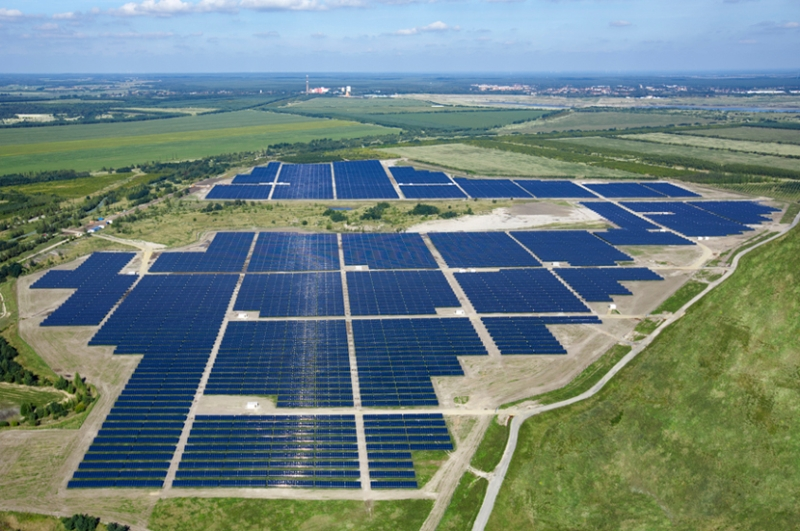
Solarkomplex Senftenberg

Mit 401 MW in Solarparks u. a. im Solarkomplex Senftenberg und in Energieparks in Schipkau lag der Landkreis 2023 an zweiter Stelle der Landkreise in Brandenburg und bundesweit. Genutzt wurden Abraumhalden und weitere Konversionsflächen der früheren Braunkohleförderung.

### Verkehr
| Autobahnen - A 13 - A 15 | Bundesstraßen - B 96 - B 156 - B 169 |

Eisenbahnstrecken
mit Regional- und Güterverkehr:

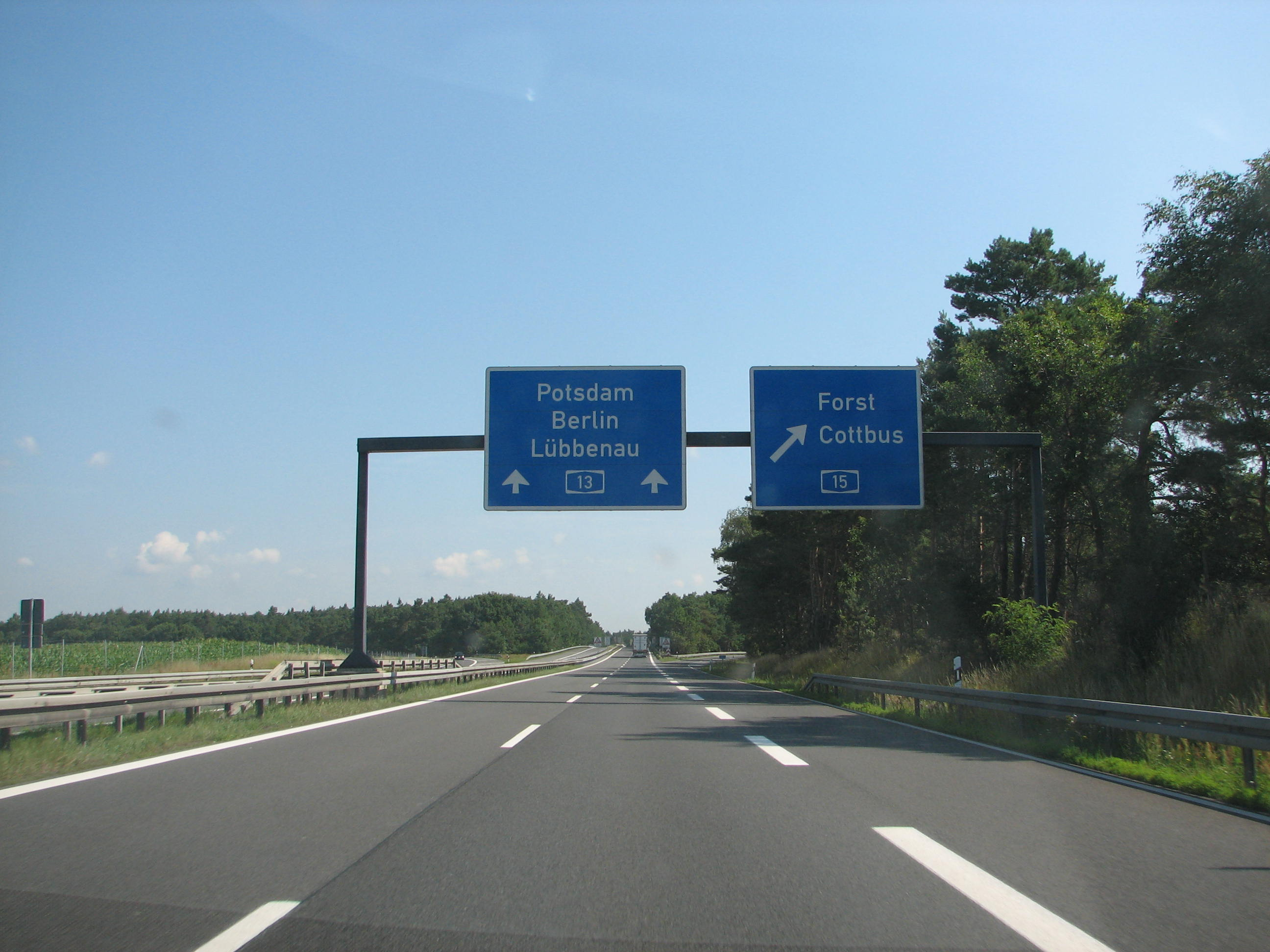
Bundesautobahn 13 am Autobahndreieck Spreewald

- Strecke Leipzig/Halle–Calau–Cottbus
- Strecke Berlin–Lübbenau–Cottbus–Görlitz
- Strecke Lübbenau–Calau–Altdöbern–Senftenberg
- Strecke Großenhain–Ruhland–Senftenberg–Cottbus
- Strecke Falkenberg/Elster–Lauchhammer–Ruhland–Hoyerswerda–Horka

nur Güterverkehr:
- Strecke Senftenberg–Kamenz

Weiterhin existierte ein umfangreiches, nicht dem öffentlichen Verkehr dienendes Grubenbahnnetz, welches die Braunkohlentagebaue mit den Brikettfabriken und Kraftwerken verband.
Öffentlicher Personennahverkehr
Der öffentliche Personennahverkehr wird von der Verkehrsgesellschaft Oberspreewald-Lausitz organisiert. Der Busverkehr wird seit August 2017 durch die OSL Bus GmbH, einem Tochterunternehmen der zur Transdev GmbH gehörenden Kraftverkehrsgesellschaft Dreiländereck, sowie weiteren private Busunternehmen durchgeführt. Die Stadtverkehre in Senftenberg und Lübbenau werden von der OSL Bus GmbH eigenständig organisiert und durchgeführt. Der Stadtverkehr in Lauchhammer wird von der Firma „Busverkehr Gerd Schmidt GmbH“ eigenständig organisiert und durchgeführt.

### Tourismus

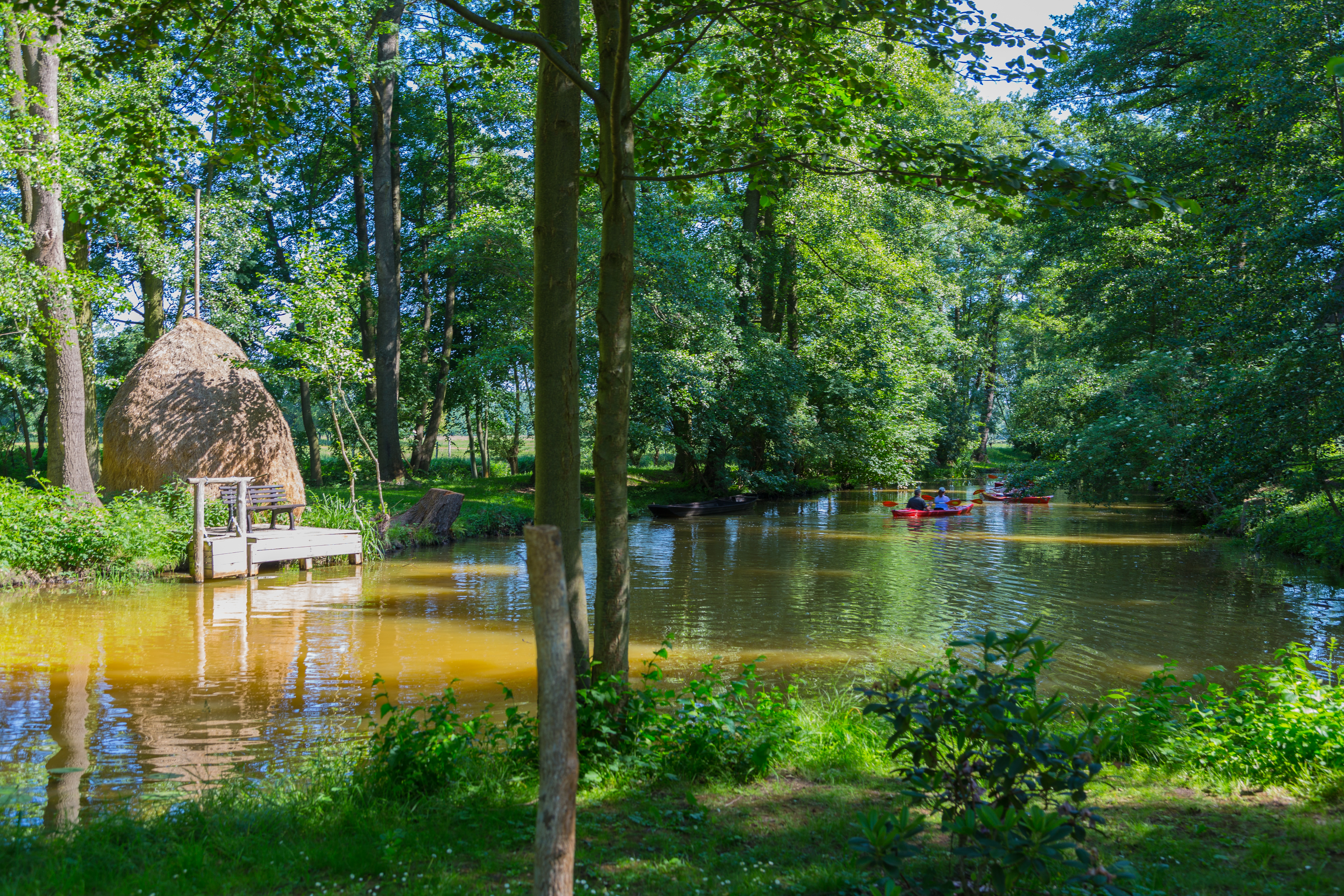
Naturhafen Raddusch

Der Landkreis Oberspreewald-Lausitz hat Anteil an den Tourismusregionen Spreewald und Lausitzer Seenland; touristischer Hauptort ist Lübbenau. Der Spreeradweg und der Gurken-Radweg führen durch den Landkreis.

## Schutzgebiete
Im Landkreis befinden sich 26 ausgewiesene Naturschutzgebiete (Stand Februar 2017).

## Kfz-Kennzeichen
Am 1. Januar 1994 wurde dem Landkreis das Unterscheidungszeichen OSL zugewiesen. Es wird seitdem ausgegeben. Seit dem 15. März 2013 sind zudem aufgrund der Kennzeichenliberalisierung die Unterscheidungszeichen CA (Calau) und SFB (Senftenberg) erhältlich.

## Eingliederungen und Zusammenschlüsse von Gemeinden
In der Tabelle sind die Eingliederungen und Zusammenschlüsse von Gemeinden seit der Bildung des Landkreises am 5. Dezember 1993 erfasst
| Gemeinde    | Datum      | Eingliederung von                                                                                      | nach        | Zusammenschluss von                                | zu          |
| ----------- | ---------- | --- | ----------- | -------------------------------------------------- | ----------- |
| Altdöbern   | 01.02.2002 | Ranzow Reddern                                                                                         | Altdöbern   |                                                    |             |
| Bronkow     | 26.10.2003 | |             | Bronkow Lipten Lug                                 | Bronkow     |
| Calau       | 31.12.2001 | Buckow Craupe Gollmitz Groß Jehser Zinnitz                                                             | Calau       |                                                    |             |
| Calau       | 26.10.2003 | Bolschwitz Groß-Mehßow Kemmen Mlode Saßleben Werchow                                                   | Calau       |                                                    |             |
| Frauendorf  | 06.12.1993 | Frauendorf (Ausgliederung aus Tettau)                                                                  | Frauendorf  |                                                    |             |
| Großräschen | 01.08.1997 | Freienhufen                                                                                            | Großräschen |                                                    |             |
| Großräschen | 31.12.1998 | Woschkow                                                                                               | Großräschen |                                                    |             |
| Großräschen | 31.12.2001 | Allmosen Barzig Saalhausen Wormlage                                                                    | Großräschen |                                                    |             |
| Hermsdorf   | 31.12.2001 | Jannowitz                                                                                              | Hermsdorf   |                                                    |             |
| Lauchhammer | 06.12.1993 | Grünewalde Kostebrau                                                                                   | Lauchhammer |                                                    |             |
| Lübbenau    | 26.10.2003 | Bischdorf Boblitz Groß Beuchow Groß Lübbenau Groß-Klessow Hindenberg Kittlitz Klein Radden Leipe Ragow | Lübbenau    |                                                    |             |
| Luckaitztal | 01.03.2002 | |             | Buchwäldchen Gosda Muckwar Schöllnitz              | Luckaitztal |
| Neu-Seeland | 01.02.2002 | |             | Bahnsdorf Lindchen Lubochow Ressen                 | Neu-Seeland |
| Schipkau    | 31.12.2001 | |             | Annahütte Drochow Hörlitz Klettwitz Meuro Schipkau | Schipkau    |
| Senftenberg | 01.03.1997 | Sedlitz                                                                                                | Senftenberg |                                                    |             |
| Senftenberg | 31.12.2001 | Brieske Großkoschen Hosena Niemtsch Peickwitz                                                          | Senftenberg |                                                    |             |
| Tettau      | 06.12.1993 | Frauendorf (Ausgliederung)                                                                             | Frauendorf  |                                                    |             |
| Vetschau    | 31.12.2001 | Göritz Naundorf Repten Stradow                                                                         | Vetschau    |                                                    |             |
| Vetschau    | 31.12.2002 | Ogrosen Suschow                                                                                        | Vetschau    |                                                    |             |
| Vetschau    | 26.10.2003 | Koßwig Laasow Missen Raddusch                                                                          | Vetschau    |                                                    |             |